# Johann Konrad Brandenstein
Johann Konrad Brandenstein (* 1. August 1695 in Kitzingen; † 21. November 1757 in Stadtamhof) war ein Orgelbauer.

## Leben
Johann Konrad Brandenstein lernte bei seinem Vater Johann Adam Brandenstein und arbeitete als Geselle in Mainfranken. 1724 heiratete er die Witwe des Orgelbauers Philipp Franz Schleich (* um 1686; † 15. November 1723 in Stadtamhof) und übernahm dessen Werkstatt. Johann Ferdinand Balthasar Stieffell war von 1751 bis 1757 sein Schüler. Sein Werkstattnachfolger war Michael Herberger.

## Werkliste (Auszug)
| Jahr       | Ort                                        | Kirche                                           | Bild | Manuale | Register | Bemerkungen |
| ---------- | ------------------------------------------ | ------------------------------------------------ | ---- | ------- | -------- | --- |
| 1725       | Rohr                                       | Klosterkirche                                    |      | I/P     | 14       | Prospekt erhalten 1958 Neubau Guido Nenninger (III/P/32), 2006 Neubau Metzler (II/P/29) → Orgel |
| 1726       | Metten                                     | Kloster Metten                                   |      | II/P    | 18       | Prospekt erhalten 1988/98 Neubau Sandtner (III/P/43) |
| 1727       | Ebermannsdorf                              | Schlosskirche St. Johann Baptist                 |      | I/P     | 5        | nicht erhalten, Stand 2022: Orgel von Specht (?) um 1847 (I/P/7), 2020 restauriert von Jann → Orgel |
| 1727       | Runding, früher Pachling (auch: Perchling) | Alte Pfarrkirche St. Andreas                     |      | I       | 5        | Die Orgel dürfte beim Dorfbrand 1849 vernichtet worden sein. |
| 1727       | Regensburg                                 | Dominikanerkirche                                |      | I/P     | 13       | 1904 Neubau Binder als Op. 146, II/23, leicht verändert |
| 1728       | Weltenburg                                 | Klosterkirche                                    |      | I/P     | 12       | Prospekt und Werk erhalten → Orgel |
| um 1730    | Regensburg                                 | Stiftskirche St. Johann                          |      | I/P     | 12       | Prospekt erhalten → Orgel |
| 1730       | Haindling                                  | Mariä Himmelfahrt                                |      |         |          | nicht erhalten, Neubau als Op. 1 von Binder, Nachfolgeinstrument von Weise 2016 nicht mehr spielbar. |
| 1734       | Hengersberg                                | Rohrbergkirche                                   |      |         |          | nicht erhalten, Werk von Wilhelm Stöberl 1979 (II/P/23) |
| 1735       | Regensburg                                 | Franziskanerkloster Regensburg (Minoritenkirche) |      | II/P    | 20       | nicht erhalten bzw. Verbleib nicht geklärt. |
| 1737       | Bad Kötzting                               | Mariä Himmelfahrt                                |      | II/P    | 16       | 2002 Neubau Ferdinand Salomon, Leobendorf bei Korneuburg (AT): II/P/26 |
| 1738/48/50 | Waldsassen                                 | Stiftsbasilika                                   |      | II/P    | 37       | 1989 Neubau Georg Jann (VI/P/103) →Orgel |
| 1740       | Berg                                       | St. Vitus                                        |      |         |          | nicht erhalten, Werk von Michael Weise (1934) |
| 1740       | Hellring                                   | St. Ottilia                                      |      | I/P     | 7        | erhalten |
| 1741       | Amberg                                     | St. Martin                                       |      | II/P    | 26       | Standort auf einer Holzempore vor dem Turmbereich, nach 1869 abgebrochen, 1876 Neubau Breil, 1891 Neubau Steinmeyer, 1967 Neubau Walcker. |
| 1743       | Raitenhaslach                              | Klosterkirche                                    |      | II/P    | 22       | Pfeifenwerk fast komplett erhalten. 1904: Umbau durch Martin Hechenberger. → 2021: Brandenstein-Orgel „… gefährdet.“ |
| 1744       | Regensburg                                 | Obermünsterkirche                                |      | II/P    | 12       | Kirche am 13. März 1945 durch Bombentreffer zerstört |
| 1749       | Deggendorf                                 | Mariä Himmelfahrt                                |      | II/P    | 15       | Gehäuse erhalten, 1969 Neubau Friedrich Meier (IV/P/46), 2018/2019 Neubau Orgelbau Vleugels (III/P/41) |
| um 1750    | Grafenau                                   | Pfarrkirche Maria Himmelfahrt                    |      | II/P    |          | transferiert aus Deggendorf, Hl-Grab-Kirche, Gehäuse erhalten, 1973 Neubau Weise (II/P/27) |
| 1751       | Amberg                                     | Franziskanerkirche                               |      | II/P    | 16       | 1803 transferiert nach Seligenporten, Mariae Himmelfahrt (Bild). Werk: 1932 Bittner, August Wilhelm Sen. (II/P/23) |
| 1752       | Frauenzell                                 | Mariä Himmelfahrt                                |      | II/P    | 15       | Nachfolgeinstrument Weise. 2004 Neubau Orgelbau Armin Ziegltrum (II/P/15) |
| 1755       | Auerbach                                   | Stadtpfarrkirche St. Johann Bap.                 |      | II/P    | 20       | 1971 Neubau Steinmeyer (II/P/25) |
| 1757       | Regensburg                                 | Niedermünsterkirche                              |      | I/P     | 12       | Prospekt erhalten, 1980 Neubau Guido Nenninger (II/P/33) |
| undatiert  | Schnaittenbach                             | St. Vitus                                        |      | I/P     | 10       | Prospekt erhalten, 1950/74 Neubauten Weise (II/P/25), 2000 Neubau Michael Mattes (II/P/27). Nur Mettenleiter: 1724. Die Kunstdenkmäler von Bayern, Bez.A Amberg (1908) S. 119: 1758 (da war Brandenstein aber schon gestorben). Fischer/Wohnhaas: ohne Datierung. |